# 巨齒鯊2：海溝深淵
是一部2023年美中合拍的科幻動作片，2018年電影《巨齒鯊》的續集，改編自史蒂夫·艾騰的《深海巨鯊：奪命海溝》一書。電影由班·懷特利執導，傑森·史塔森、吴京、蔡書雅、佩吉·肯尼迪、賽吉爾·佩里斯-曼切塔、絲凱樂·山繆斯、西耶娜·盖尔利和克利夫·柯蒂斯主演。劇情講述喬納斯·泰勒（Jonas Taylor，史塔森飾演）率領一支研究小組潛入未知水域的最深處進行探勘，但一場惡意的採礦作業造成他們的阻礙，眾人被迫捲入更加危險的爭鬥之中。
在第一部電影票房成功後，續集於2018年10月宣布進行開發，懷特利接替強·托特陶擔任導演，劇本由迪恩·喬加里斯（Dean Georgaris）、喬恩·霍伯（Jon Hoeber）、埃里希·霍伯（Erich Hoeber）和史蒂夫·艾騰於2019年完成。該片2022年2月至5月在亞洲多個地點和倫敦利維斯登工作室開始拍攝，主演陣容在此期間加入劇組。
《巨齒鯊2：海溝深淵》2023年6月9日在上海国际电影节進行全球首映，由華納兄弟定檔2023年8月4日在美國上映。

## 劇情
故事發生在第一部的五年後，喬納斯·泰勒成為了義警組織的一員，經常參加打擊環境犯罪的行動，同時幫助瑪納一號基地探索巨齿鲨發現地马里亚纳海沟的縱深處。泰勒的妻子張蘇茵去世後，留下女兒張枚盈，枚盈在父親喬納斯和舅舅張九溟的照顧下長大成人，而彼時的張九溟與投資者希拉蕊·德瑞斯柯利共同收購了父親的瑪納一號公司。除了探測馬里亞納海溝，瑪納一號還在研究一頭名為「海奇」的雌性巨齿鲨。「海奇」还是幼體的時候，就被張九溟發現，在張九溟於中國海南開設的「萬溟鯨靈研究所」接受訓練。然而最近一段時間，「海奇」的行為有點反常，泰勒有點擔心，而九溟則不以為然。
泰勒與九溟例行開著潛水器探索海溝，枚盈偷偷溜了進去，第一次看到了海溝的面貌，而在上次巨齒鯊襲擊中倖存下來的DJ和麥克則在基地監視著三人的行動。三人下潛的途中，潛水器被前天晚上從基地出逃的「海奇」跟蹤襲擊。三人將潛水器開進了温跃层，希望能擺脫「海奇」的攻擊，結果「海奇」也強行穿過了溫躍層。來到溫躍層，三人碰到了兩條體型更大的巨齒鯊，一頭是體型龐大雄鯊，一頭是體型較小的雄鯊，兩頭雄鯊仿佛是在和「海奇」交配。三人隨後執行逃跑計劃，結果發現一個由僱傭兵蒙特斯掌控的非法採礦點。蒙特斯和泰勒是世仇，之前曾被泰勒送進監獄。事實上，蒙特斯暗地裡利用德瑞斯柯利取得瑪納一號的使用權，以此採集海溝裡的價值數十億美元的稀土礦物。為了掩蓋他們的不法行為，蒙特斯引爆了礦場，順便把手下滅口。在爆炸衝擊波的震動下，整個海溝塌陷，泰勒和九溟的潛水器受困。
DJ、麥克與研究員潔西發現瑪納一號基地的救援船遭到破壞，泰勒等人只好穿著空氣動力潜水服步行前往海溝，把泰勒、九溟、枚盈，以及安全官麗加救了出來。此時潔西和德瑞斯柯利叛變，想把四個人都殺掉，之後蒙特斯也出現，兩撥人扭打起來，最終四個人乘坐另一艘潛水器逃出基地，而蒙特斯也利用一枚浮標飄到水面。德瑞斯柯利派僱傭兵接管基地，蒙特斯浮上水面後見了潔西。四個人的潛水器浮出水面後，一大批在海溝深處棲息的深海生物也陸續飄上水面，包括三頭巨齒鯊、一群外型類似蜥蜴的砲仗龍（Snappers），以及一隻巨型章魚。
隨後，泰勒四人與DJ和麥克會合。由於潔西被巨齒鯊吞噬，蒙特斯讓手下全力尋找泰勒他們。泰勒一行人來到附近的度假勝地歡樂島（Fun Island），警告島上的遊客注意即將到來的深海生物。德瑞斯柯利與蒙特斯的僱傭兵大軍也趕到度假村，計劃把泰勒一行人全部消滅，結果被一群砲仗龍襲擊，德瑞斯柯利與部分僱傭兵遇害身亡。隨著巨齒鯊與大章魚瘋狂攻擊人類，泰勒一行人緊急分頭疏散遊客。泰勒用一根綁著炸藥的魚叉殺死beta雄鯊，之後被蒙特斯襲擊，雙方打到海灘上，最終蒙特斯被泰勒踢下海後，另一頭巨齒鯊把他吞噬。九溟利用化肥製造炸彈，之後與麥克登上德瑞斯柯利留下的直升機，飛往枚盈與疏散出來的遊客所在的海灘。
大章魚把直升機打了下來，九溟利用化肥炸彈擊中大章魚，「海奇」隨即被吸引過來，殺死了大章魚。九溟游到飛機殘骸處拯救麥克，泰勒抓起直升機的一片旋翼，向alpha雄鯊的頭部刺去，殺死了雄鯊。「海奇」向泰勒、九溟和麥克遊來，準備襲擊三人，九溟傳達信號，將她的注意力轉移到一群正在遊走的海豚處。回海灘路上，九溟說「海奇」之所以逃走，是因為現在是繁殖季節，認為「海奇」可能是懷孕了。泰勒認為既然大難不死，就不要想她了，一行人開始慶祝順利逃生。

## 演員
| 演員                                       | 角色                                              | 備註 |
| 傑森·史塔森 Jason Statham                  | 喬納斯·泰勒 Jonas Taylor                          | 英勇的深海救援隊員，也是張梅英的繼父，富有經驗，懂得顧全大局；先前曾殺死兩隻巨齒鯊。                                         |
| 吴京 Wu Jing                               | 張九溟 Jiuming Zhang                              | 張梅英的舅舅，張蘇茵的弟弟，接替前者在瑪納一號基地的職位。其名字出自中国明朝文学家宋濂《虞文靖公像赞》“上凌霄汉，下烛九溟”。 |
| 蔡書雅 Shuya Sophia Cai                    | Meiying Zhang                                     | 張蘇茵的女兒，張九溟的外甥女，喬納斯的繼女。                                                                           |
| 佩吉·肯尼迪 Page Kennedy                   | DJ                                                | 瑪納一號的工程師，為人幽默風趣。                                                                                       |
| 賽吉爾·佩里斯-曼切塔 Sergio Peris-Mencheta | 蒙特斯 Montes                                     | 僱傭兵，潔西的搭檔。                                                                                                   |
| 絲凱樂·山繆斯 Skylar Saumels               | 潔西 Jess                                         | 瑪納一號的工人，實際上是傭兵團的要員，為德瑞斯柯利效命。                                                               |
| 克利夫·柯蒂斯 Cliff Curtis                 | 詹姆斯·「麥克」·麥克雷德斯 James "Mac" Mackreides | 瑪納一號站長，最信任且支持喬納斯的人。                                                                                 |
| 西耶娜·盖尔利 Sienna Guillory              | 希拉蕊·德瑞斯柯利 Hillary Driscoli                | 瑪納一號的投資者，支持九溟在基地的工作，但秘密僱用蒙特斯進行深海採礦作業。                                             |

## 製作

### 前期發展
2018年4月，傑森·史塔森表示，如果這部電影表現良好，將會推出續集，他說：「我認為這就像當今時代的任何事物一樣——如果電影賺錢，顯然會有想賺更多錢的慾望。如果做得不好，他們很快就會把它掃到地毯下，但這就是好萊塢的運作方式。」原作者史蒂夫·艾騰於8月受訪時表示支持推出續集，華納兄弟公司也相當重視此項目。2018年10月，執行製片人應旭珺（Catherine Xujun Ying）宣布續集處於開發的初步階段。
2019年3月，續集電影劇本已正在投入創作。艾騰於2020年9月的簡報會議中確認了題為《巨齒鯊2：海溝深淵》已經完成，有望朝著「灰暗」基調和R級尺度方向發展。2020年10月23日，班·懷特利被聘來擔任導演。
制作过程中，西耶娜·盖尔利、絲凱樂·塞繆爾斯、賽吉爾·佩里斯-曼切塔宣布加入演出阵容。2月24日，中国武打演员吴京宣布加盟，李冰冰不再回歸。

### 拍攝
2021年4月，傑森·史塔森說拍攝將於2022年1月開始。主體拍攝於2022年2月4日在華納兄弟利維斯登工作室開始，一直持續到5月才轉往戶外拍攝。

### 視覺效果
電影由雙重否定、Scanline VFX和Milk VFX負責視覺效果（雙重否定還處理3D轉換）。皮特·貝布（Pete Bebb）和加文·朗德（Gavin Round）分別擔任製作視覺效果總監和製作視覺效果製作人。

## 配樂
前作的作曲家哈利·葛瑞森-威廉斯回歸，為本片的配樂作曲。水塔音樂於7月28日發行了電影的配樂專輯。專輯還收錄了班凱·奧喬（Bankay Ojo）的佩吉·肯尼迪歌曲〈Chomp〉混音版。

## 發行
《巨齒鯊2：海溝深淵》由華納兄弟影業定檔2023年8月4日在美國和中國上映。電影2023年6月9日在上海國際電影節全球首映，同年8月2日於台灣上映。

## 迴響

### 評價
本片發行後收獲普遍差評，根据评论聚合网站爛番茄汇总的179篇评论文章，僅27%的评论家给予该作正面评价，平均分數为4.5分（满分10分）；觀眾的好評度達73%，均分3.9／5。該網站的影評共識：「《巨齒鯊2：海溝深淵》並非缺乏有趣的時刻，但直到上演最終的做作高潮之前，故事情節的支離破碎持續了太久。」在Metacritic上，根據38位影評人給予40分（滿分100分），這部電影獲得了「評價褒貶不一或一般」。。
本片在頒發差片獎項的第44屆金酸莓獎入圍3項獎項，與《真愛搞失蹤》並列。

### 票房
在美國和加拿大，《巨齒鯊2：海溝深淵》被外界預估首映週末將在3500家影院獲得2000萬至3000萬美元的票房收入。該片首日票房為1200萬美元，其中包括週四晚間預映的320萬美元。該片首映票房達3000萬美元 ，位居當週票房亞軍，僅次於《Barbie芭比》。
| 上一届： 《王者天下3：命運之炎》 | 2023年日本週末票房冠軍 第34週 | 下一届： 《幽靈公館》 |

## 未來
2023年7月，班·懷特利表示，片商內部已在討論潛在的第三部電影，但得取決於《巨齒鯊2：海溝深淵》的成功。懷特利希望續集能繼續遵循史蒂夫·艾騰小說的故事。

## 外部連結
- 互联网电影数据库（IMDb）上《巨齒鯊2：海溝深淵》的资料（英文）
- Metacritic上《巨齒鯊2：海溝深淵》的資料（英文）
- Box Office Mojo上《巨齒鯊2：海溝深淵》的資料（英文）
- 爛番茄上《巨齒鯊2：海溝深淵》的資料（英文）
- AllMovie上《巨齒鯊2：海溝深淵》的资料（英文）
- 開眼電影網上《巨齒鯊2：海溝深淵》的資料（繁體中文）
- 豆瓣电影上《巨齒鯊2：海溝深淵》的資料 （简体中文）